# Henri de Saint-Simon
Henri de Saint-Simon, właśc. Claude Henri de Rouvroy, comte de Saint-Simon (ur. 17 października 1760 w Paryżu, zm. 19 maja 1825 tamże) – francuski historyk, filozof, ekonomista, wolnomularz, industrialista i socjalista utopijny.

## Życiorys
Urodził się w starej arystokratycznej rodzinie. Jego dalekim krewnym był książę Saint-Simon, Louis de Rouvroy. W młodym wieku uczył go Jean d’Alembert oraz Jean-Jacques Rousseau. W wieku siedemnastu lat wziął udział w rewolucji amerykańskiej. W trakcie bitwy o archipelag Les Saintes w kwietniu 1782 roku wpadł do niewoli i został uwięziony na Jamajce. Przebywał tam aż do końca rewolucji amerykańskiej w 1783 roku, po czym wrócił do Francji jeszcze tego samego roku. Podczas rewolucji francuskiej zrzekł się tytułów arystokratycznych i przyjął nazwisko Bonhomme. Dorobił się majątku na spekulacji ziemią skonfiskowaną duchowieństwu przez władze rewolucyjne. Oskarżony o działalność kontrrewolucyjną wkrótce został aresztowany przez jakobinów i skazany na śmierć. Po obaleniu rządów jakobinów został ułaskawiony, jednakże utracił cały majątek w niejasnych okolicznościach procesu sądowego oraz oszustwa wspólnika. W 1801 roku poślubił Alexandrine-Sophie de Bawr, z którą prowadził salon literacki. Był pomysłodawcą przekopania kanału łączącego Ocean Atlantycki z Oceanem Spokojnym. Jego sekretarzem był historyk Jacques Augustin Thierry.

## Poglądy
Według Tatarkiewicza, będąc uczniem d’Alemberta był ogniwem łączącym pozytywizm XVIII wieku i XIX wieku (zainspirował twórczość Comte'a). Reprezentował pogląd iż najpewniejszą drogą do uszczęśliwienia ludzkości jest nauka, rozumiana nie jako czysta teoria lecz narzędzie reformy świata, a także przemysł.
Twierdził, że należy dążyć do stworzenia nowego społeczeństwa rządzonego przez ludzi pracy, bankierów i techników. Władza dyktatorska miała spoczywać w rękach fachowców. Tępieniu podlegać miało próżniactwo, dzięki czemu rozwijać mogłoby się tzw. bogactwo ogólne, czyli poprawa sytuacji konkretnych ludzi (np. nie byłoby biedaków). Żądał zniesienia prawa do dziedziczenia dóbr.
Społeczeństwo w wizji Saint-Simona było bezkonfliktowe. Dzieliło się na 3 klasy:
- naukowców (odpowiedzialnych za rozwój nauki, pracowali na rzecz pozostałych klas)
- posiadających (mieli się zajmować finansowaniem naukowców, pełnili też rolę regulacyjną w społeczeństwie)
- pozostałych (ich zadaniem była praca, mieli też respektować władzę)

Kolejnym klasom odpowiadały różne rodzaje władzy:
- władza duchowa znajdowała się w rękach uczonych przyrodników, fizyków czy filologów oraz artystów tworzących akademię; odrzucał natomiast jako nieprzydatnych w tej dziedzinie prawników i filozofów
- władza świecka – w rękach posiadaczy (przemysłowców), którzy są „z natury rzeczy kierownikami i przedstawicielami większości”
- władza wybierania (mianowania) – w rękach wszystkich ludzi

Uznawał podobieństwo zjawisk społecznych do fizjologicznych. Co za tym idzie, utożsamiał nauki społeczne z naukami fizjologicznymi.
Zdaniem Saint-Simona świat dzieli się na Europę i resztę (w tym podziale odwołuje się do Biblii – do Abla i Kaina). Właściwie dla autora światem jest tylko Europa, która dzieli się jeszcze na światy o różnym stopniu doskonałości – świat angielski, włoski, francuski i niemiecki. Opowiadał się za utworzeniem Parlamentu Europejskiego jako warunku federacji państw kontynentu europejskiego. Tym samym uznawany jest za jednego z prekursorów idei wspólnotowych w Europie.
Zdaniem Saint-Simona powinna zostać stworzona Rada Newtona, w której skład wchodziliby naukowcy. Ich zadaniem miało być sprawowanie władzy zwierzchniej nad światem. Owi naukowcy mieliby być otoczeni kultem niemal boskim – na ich cześć w każdym mieście świata powinny być budowane świątynie-mauzolea.
Według Saint-Simona, wszyscy ludzie powinni dążyć do rozwoju. Na tych, którzy działają na niekorzyść postępu, powinny być nakładane kary.
U Saint-Simona pojawiają się także postulaty równych praw dla wszystkich, a także praw wyborczych dla kobiet.